# Juvenile
Juvenile, właściwie Terius Grey (ur. 25 marca 1975 w Nowym Orleanie) – amerykański raper.
Jego debiutancki album, noszący tytuł Being Myself, został nagrany w 1994 roku w Cash Money Records. W 2001 roku raper opuścił Cash Money, by powrócić do wytwórni w 2003 roku, wydać płytę Juve the Great. W 2006 roku podpisał kontrakt z Atlantic Records i wydał album Reality Check.

## Dyskografia
- 1995: Being Myself
- 1997: Solja Rags
- 1998: 400 Degreez
- 1999: Tha G-Code
- 2000: Playaz of Da Game
- 2001: Project English
- 2003: Juve the Great
- 2006: Reality Check
- 2009: Cocky & Confident
- 2010: Beast Mode